# シリル・ジャクソン
シリル・ジャクソン（Cyril V. Jackson, 1903年12月5日 - 1988年2月）は、南アフリカ共和国の天文学者である。
1911年に移民した南アフリカ人の父を持ち、イングランドのヨークシャー州オセットで生まれた。
1928年から1947年まで、ヨハネスブルクのユニオン天文台で務めた。第二次世界大戦では、南アフリカ共和国軍として従軍し、殊勲報告書に名前が載っている。戦後、彼は、1920年代にイェール大学によってヨハネスブルクに設立されたイェール・コロンビア南天観測所の所長として働いた。光害のため、この観測所は1951年に閉鎖され、彼は26インチの望遠鏡をオーストラリアのストロムロ山天文台に移設する作業の監督を行った。この望遠鏡は、1963年7月にオーストラリア国立大学に寄贈され、2003年1月18日にストロムロ山を襲った山火事によって失われた。
ジャクソンはストロムロ山天文台で1957年から1963年まで働いた。1963年に、イェール大学はアルゼンチンでフェリックス・アギラール天文台を再開し、彼は引退する1966年までその所長を務めた。
ジャクソンは、周期彗星のアシュブルック・ジャクソン彗星とジャクソン・ネウイミン彗星を含む多くの彗星を発見した。また、彼はキャリアの初期にユニオン天文台在職中の頃に72個の小惑星を発見した。
小惑星 (2194) ジャクソンは彼の名前にちなんでいる。